# Капітолій штату Айдахо
Капітолій штату Айдахо (англ. Idaho State Capitol)  — громадська будівля, місцеперебування (осідок) обох палат законодавчого органу Айдахо, розміщений у м. Бойсі. Споруду спроектовано місцевими архітекторами Джоном Еверетом Туртеллотом та Чарльзом Фредеріком Хуммелем (обидва були компаньйонами в архітектурних фірмах John E. Tourtellotte & Company та згодом в Tourtellotte & Hummel). Центральну частину капітолія з куполом включно закінчено 1912 року, добудова бічних крил тривала до 1921. Капітолій має чотири поверхи та корисну площу близько 190,000 квадратних футів (≈17,6516 кв. м.) без врахування добудованих 2007 року до кожного бічного крила капітолія двох підземних поверхів загальною площею 4,645 м. кв..

## Передсторія
4 березня 1863 року президент Лінкольн підписав закон про створення території Айдахо та доручив першому губернатору території своєму близькому приятелю Вільяму Хенсону Воллесу підшукати населений пункт для столиці новоствореної території.
В. Воллес спочатку вибрав для цієї мети поселення Льюїстон. Проте вже 7 грудня 1864 року приймається рішення про переміщення столиці в містечко Бойсі. Бойсі стало столичним містом Айдахо з 1865.
1885 року територіальна легіслатура Айдахо тринадцятого скликання схвалила закон про спорудження централізованої будівлі для потреб розміщення органів влади штату та прийняла проект споруди авторства відомого архітектора і досвідченого будівника американських капітоліїв Елайджу Мейєрса. Цю першу капітолійську будівлю в Айдахо спорудили 1885 року.
3 липня 1890 року Айдахо стає 43-ім штатом США. Ця обставина, як і те, що до 1905 року будівля першого капітолія стала затісною та незручною для місцевих законотворців була поштовхом для підписання 1905 року губернатором Френком Р. Ґудінґом закону про утворення нової комісії з будівництва капітолія (the Capitol Commission). Легіслатура виділила фінансування на будівництво нового, другого капітолія.  
Комісія з будівництва капітолія провела відкритий архітектурний конкурс та за його результатами визнала кращим проектом дизайнерське рішення Tourtellotte & Company, добре відомої в Бойсі архітектурної фірми.  
Дизайн нового капітолія Айдахо розробили архітектори компанії Джон Еверет Туртеллот, уродженець Коннектикуту, який з 1890 року працював у Бойсі та його бізнес-партнер, німецький архітектор-емігрант Чарльз Фредерік Хуммель, котрий здобув архітектурну освіту у Штутгарті, тривалий час працював у Швейцарії, а 1885 прибув до США.  1895 року  Хуммель переїхав до  Айдахо і з 1903 року став партнером Туртеллота в його компанії.
Дизайн капітолія виконаний у стилі неокласицизму. Як архітектурні зразки для будівлі проектувальники врахували зовнішній вигляд інших американських капітоліїв — федерального капітолія у Вашингтоні, новозбудованого капітолія штату Міссісіпі (1903, архітектори Теодор Лінк і Бернард Ґрін).

## Будівництво капітолія та подальші ремонтно-відновлювальні роботи

### Будівництво капітолія (1906 — 1921)
Для спорудження нового капітолія влада штату виділила 4,69 акра землі (≈ 18979,76 кв. м. / 1,897976 га.) в діловій частині (downtown) Бойсі. Будівельний майданчик був по сусідству зі старим територіальним капітолієм.
11 липня 1905 року з будівельною фірмою Rankin & Jackson підписано контракт на риття котловану для споруди нового капітолія. Деякі роботи на об’єкті виконувалися засудженими з тюрми штату. Засуджені також займалися транспортуванням масивних кам’яних блоків з кар‘єру до місця будівництва.
Приблизно за рік після розбиття будівельного майданчика (на літо 1906 року) фундамент центральної частини капітолія був готовий.
Будівництво капітолія здійснювалося двома чергами. Під час першої черги будівельних робіт було побудовано центральну частину споруди з куполом (1906 — 20 грудня 1912). При будівництві другої черги в 1919 — 1920 роках були добудовані два бічні крила на одній осі з центральною частиною будівлі, при цьому в 1919 році було демонтовано старий територіальний капітолій 1885 року забудови. 20 листопада 1920 року обидва крила капітолія були завершені та почали використовуватися персоналом.
3 січня 1921 року відбулася формальна церемонія відкриття капітолія, на котрій були присутніми близько 6 тисяч людей.

## Центр обслуговування відвідувачів капітолія
Капітолій штату є відкритим для відвідування всіма бажаючими. Проте такого підрозділу як Центр обслуговування відвідувачів капітолія, на кшталт, як це організовано у капітолії у Вашингтоні і в капітоліях багатьох штатів, в Айдахо нема.  Відвідувачами, що прибувають в капітолій з оглядово-екскурсійною метою займається відділ при офісі юридичних послуг капітолія. Інформацію про тури до капітолія розміщено на офіційній вебсторінці легіслатури Айдахо.

### Додаткові посилання
- Idaho State Capitol Docent Tour Script 2013. — Boise, Idaho, 2013. — 37 р. [Архівовано 30 червня 2019 у Wayback Machine.]
- Capitol Boulevard City of Boise (1989). — Р. 3 — 5. [Архівовано 27 червня 2019 у Wayback Machine.]
- Historic Idaho Capitol Building Expansion - RCI, Inc.
- Idaho Blue Book. 24th ed. // Harvey, J. (Ed.). — Boise, Idaho: Idaho Secretary of State, 2017. — Р. 21 — 28.
- Idaho Blue Book. Idaho Secretary of State (2006). — Р. 122. [Архівовано 31 січня 2017 у Wayback Machine.]
- Idaho Profile. — Boise, Idaho: Idaho Secretary of State, 2006 (?). [Архівовано 23 грудня 2016 у Wayback Machine.]
- A Celebration of Light: The Idaho State Capitol Building // Life Other Than.com [Архівовано 27 червня 2019 у Wayback Machine.]
- Royce A. Williams. Stacking the Stone (Essay) // Capitol of light. The people's house [Архівовано 18 червня 2017 у Wayback Machine.]
- Idaho's Capitol: 10 Fun Facts (for kids) [Архівовано 22 січня 2016 у Wayback Machine.]
- Idaho — Dome, Cupola, Eagle // statecapitols.tigerleaf.com [Архівовано 15 квітня 2021 у Wayback Machine.]

## Галерея фото та відео

### Фотогалереї
- Idaho State Capitol — Boise, Idaho // Edward Crim Photography (2010) [Архівовано 21 червня 2020 у Wayback Machine.]
- Idaho State Capitol — Boise, Idaho // Flickr
- Idaho State Capitol — Boise, Idaho // capitolshots.com (© Capitolshots Photography.) [Архівовано 21 червня 2020 у Wayback Machine.]
- Idaho State Capitol — Boise, Idaho // Capitol Store Company [Архівовано 22 червня 2020 у Wayback Machine.]

### Відео(тури)
- Boise: Idaho State Capitol Tour (June 23, 2018.) //
- Capitol of Light: The People's House [Архівовано 21 червня 2020 у Wayback Machine.] // © 2019 Idaho Public Television
- C-SPAN Cities Tour — Boise: Idaho State Capitol [Архівовано 6 липня 2020 у Wayback Machine.] // © 2020 National Cable Satellite Corporation (C-SPAN)